# Amphilophus citrinellus
Espèce
Le Citrinellum (Amphilophus citrinellus) est un poisson appartenant à la famille des Cichlidae.

## Description
Le Citrinellum est l'un des plus grands membres de la famille des Cichlidae d'Amérique centrale. Sa couleur naturelle est grisâtre, parfois blanche ou rouge, mais le jaune citron est la forme la plus courante en captivité. Le mâle adulte développe une bosse frontale et est souvent plus grand que la femelle.

## Répartition
Il s'agit d'un poisson d'eau douce que l'on trouve en sur la façade est de l'Amérique centrale. On le trouve au Nicaragua et au Costa Rica, dans le cours du San Juan, ainsi que dans les lacs Nicaragua, Managua, de Masaya et d'Apoyo.

## Maintenance en captivité

### Généralités
| Origine         | Amérique centrale                                                      | Eau           | douce                            |
| Dureté de l'eau | °GH                                                                    | pH            | indifférent, éviter les extrêmes |
| Température     | 26 à 28 °C                                                             | Volume mini.  | 500 litres pour un couple        |
| Alimentation    | nourritures congelés, vivantes en grosses portions (crevettes, moules) | Taille adulte | 20 à 30 cm                       |
| Reproduction    | assez facile                                                           | Zone occupée  |                                  |
| Sociabilité     | territorial et agressif                                                | Difficulté    | facile                           |

Il est important de prévoir une filtration importante car le citrinellum est un gros pollueur. Il s'adapte bien avec des espèces de grandes tailles issues d'Amérique centrale.

### Reproduction
Le citrinellum est un pondeur sur substrat découvert. Le couple nettoie le site de ponte avant d'y déposer une centaine d'œufs fécondés. Le mâle surveille le site de ponte tandis que la femelle s'occupe de sa progéniture. Les petits sont grisâtres et ne prennent leur coloration que plus tard.